# La Maison au toit rouge
Pour les articles homonymes, voir The Little House (homonymie).
Pour plus de détails, voir Fiche technique et Distribution.
La Maison au toit rouge (小さいおうち, Chiisai o-uchi, « la petite maison ») est un film dramatique japonais réalisé par Yōji Yamada, basé sur un roman de Kyōko Nakajima et sorti au Japon le 25 janvier 2014.

## Synopsis
Taki, la grand-tante de Takeshi, vient de mourir. Elle lui a laissé l'autobiographie qu'elle avait écrite avec son aide, détaillant notamment ses jeunes années, lorsqu'elle était bonne au service de M. et Mme Hirai dans leur petite maison au toit rouge. Takeshi se plonge dans ces souvenirs, dans les années 1930 et 1940, une « période détestable » sur fond de guerre sino-japonaise, lors desquelles Mme Hirai s'est épris de Shōji Itakura, nouveau venu dans la société de son mari…

## Fiche technique
- Titre français : La Maison au toit rouge
- Titre original : 小さいおうち (Chiisai o-uchi?)
- Réalisation : Yōji Yamada
- Scénario : Yōji Yamada et Emiko Hiramatsu (ja), d'après un roman de Kyōko Nakajima
- Photographie : Masashi Chikamori
- Montage : Iwao Ishii (ja)
- Musique : Joe Hisaishi
- Direction artistique : Mitsuo Degawa et Daisuke Sue
- Pays d'origine :  Japon
- Langue originale : Japonais
- Format : couleurs - 1,85:1 - 35 mm - Dolby Digital
- Genre : drame
- Durée : 136 minutes
- Dates de sortie :
  -  Japon : 25 janvier 2014
  -  France : 1er avril 2015[1]

## Distribution
- Haru Kuroki : Taki (jeune)
- Takako Matsu : Tokiko Hirai, la maîtresse de maison
- Hidetaka Yoshioka : Shōji Itakura
- Satoshi Tsumabuki : Takeshi, le petit-neveu de Taki
- Chieko Baishō : Taki (âgée)
- Takatarō Kataoka (ja) : M. Hirai, le mari de Tokiko

## Prix et honneurs
- 2014 : Berlinale : Ours d'argent de la meilleure actrice pour Haru Kuroki[2]
- 2014 : Soleil d’or du public au festival du cinéma japonais contemporain Kinotayo[3]